# Народний ансамбль "Роксоланія"
«Роксоланія» — народний ансамбль української музики.

## Історія
Народний ансамбль української музики «Роксоланія» створений на базі Інституту філології у 2001 році з ініціативи професора кафедри фольклористики КНУ імені Тараса Шевченка  І.Павленка. В основі концептуальних засад колективу – збирання,вивчення і популяризація зразків музичного фольклору, а також виконання найкращих творів авторської музики народно-пісенного стилю.

## Учасники
Виконавський склад ансамблю включає декілька різних хорових гуртів, дуетів, тріо та солістів. Невіддільною частиною ансамблю є народно-інструментальний гурт та хореографічна група. Зазвичай, учасниками хору є студенти КНУ імені Тараса Шевченка, спеціальності «Фольклористика. Українська мова та література. Іноземна мова». Визначений напрям діяльності колективу, його структура уможливлюють залучення широкого кола учасників до вивчення, популяризації і збереження народно-пісенних традицій, як важливої складової морально-естетичного виховання  і духовного збагачення молоді.

## Виконавська стилістика
Виконавська стилістика, головним чином, базується на відтворенні обрядово-пісенних традицій, характерних для побутування у Наддніпрянщині і Поліссі. Значне місце у репертуарі колективу посідає соціально-побутові та ліро-епічні пісні,  а також зразки жартівливо-танцювального жанру. Характерною ознакою виконавського стилю ансамблю є намагання репродукувати манери співу з елементами мелізматики, діалектності, звукоутворення, що характеризують певну місцеву чи то регіональну традицію.
Важливим бачиться напрацювання певного досвіду колективу у використанні драматургічних прийомів театралізації і режисури народної пісні на сцені, що надає природного колориту і видовищності для сприйняття творів народного мистецтва слухацькою аудиторією.

## Досягнення
Важливим досягненням у творчій діяльності колективу стало здобуття звання «народного», що відбулося 25 квітня 2005 року. 
У 2006 році «Роксоланія» відсвяткувала свій п’ятирічний ювілей, на якому презентувала перший аудіодиск під назвою «Колограй», До нього увійшли колядки, веснянки, купальські, ліричні та жартівливі пісні Поліського регіону. . А в 2008-му світ побачив новий альбом «Роксоланії» «Журилася перепілочка», у якому була репродукована народна музика центрального регіону України.
Ансамбль є лауреатом першої премії на VIII Міжнародному фестивалі молодіжних фольклорних колективів «Красная горка» У м. Брянськ – 2006 (Росія), лауреатом першої нагороди на IV фестивалі-конкурсі ім.. Олександра Кошиця українських хорових колективів і вокальних ансамблів Москва — 2006. У творчому доробку колективу запис та видання двох компакт-дисків: ”Колограй”(2006р.) та „Журилася перепілочка”(2009р.). У міському огляді аматорських колективів ансамбль отримав І місце у номінації «фольклорні гурти» (2011 р.).
22 грудня 2012 року колектив підтвердив звання "народний аматорський колектив".

## Фестивалі
Ансамбль народної музики „Роксоланія” є активним учасником різних масових заходів, що проводяться в університеті, м. Києві. Колектив здійснив гастрольні подорожі в Крим, Німечиину (Констац, Кіль, Штутгарт), Польщу, учасник міжнародного Європейського фольклорного фестивалю під егідою ЮНЕСКО у містах Мияві (Словаччина) та Стражнице (Чехія).
Неодноразово брав участь як у міжнародних, так і у всеукраїнських фольклорних фестивалях:
- 25 Фестиваль європейської традиційної культури у м. Миява (Словаччина) та м. Стражниця (Чехія) – червень 2005 року
- Міжнародний фольклорний фестиваль-конкурс «Красная горка» м. Брянськ (Росія), де отримали першу премію, – травень 2006 року
- Четвертий Всеросійський фестиваль-конкурс імені О. Кошиця м. Москва (Росія), де гурт «Роксоланія» здобув почесне перше місце, — жовтень 2006 року
- Всеукраїнський фольклорний фестиваль «Великдень у Космачі» с.Космач, Івано-Франківська обл. (Україна) – травень 2007 року
- Всеукраїнський фольклорний фестиваль «Берегиня» м. Луцьк (Україна) – травень 2007 року
- Фестиваль традиційної культури м. Кіль (Німеччина) — червень 2007 року
- Всеукраїнський фестиваль весільного обряду «Рожаниця» с.Бобриця (Україна) – жовтень 2007 року
- Міжнародний фольклорний фестиваль м.Селівке та м.Газіантеп (Туреччина) – травень 2008 року
- Щорічний університетський конкурс студентської творчості «Арт-Сузір’я», де учасники ансамблю беруть участь у різних номінаціях (хореографія, естрадний спів, народний та академічний спів, інструментальний жанр, театральне мистецтво) і займають призові місця.
- У червні 2010 року фольклорний ансамбль «Роксоланія» здійснив гастрольну поїздку до м. Кіль (Німеччина) на запрошення мерії міста Кіль для участі у святкуванні Днів міста Кіль. В жовтні 2010 року ансамбль протягом місяця перебував з гастрольною поїздкою в м. Осака (Японія) на запрошення громадської організації «Осака у світі», де презентував українські традиції музичної культури.
- У березні 2011 року «Роксоланію» запросили на 741-й Міжнародний фестиваль «Месір» м. Маніса (Туреччина).

Ккрім участі у фестивалях, учасники ансамблю беруть активну участь у різноманітних культурних та наукових заходах, деякі з них організовують і проводять самі учасники «Роксоланії»:
- Фольклорне дійство «Дорога до матері», присвячене Дню матері, в Українському центрі народної культури «Музей Івана Гончара» – травень 2007 року
- Андріївські вечорниці в Українському центрі народної культури «Музей Івана Гончара» та Студентські забави до Калити у Київському національному університеті імені Тараса Шевченка за участі майстрів з писанкарства, народної ляльки, гончарного мистецтва – грудень 2007 року
- Новорічні фольклорні дійства «Маланка» та «Коза» – Київський національний університет імені Тараса Шевченка, Український центр народної культури «Музей Івана Гончара» – грудень-січень 2008 року
- Всеукраїнська акція «Рушник єдності» до Дня Соборності України за участі Катерини Ющенко – січень 2008 року
- Фольклорне обрядодійство «Колодій» – Український центр народної культури «Музей Івана Гончара» – березень 2008 року
- Весняні обрядодії: закликання весни, криві танці, випікання жайворонків з тіста та великодні забави на подвір’ї Українського центру народної культури «Музей Івана Гончара» – травень 2008 року

Студенти спеціальності «Фольклористика. Українська мова та література, іноземна мова» під керівництвом проф. І.Павленка та асист. С.Лещинської здійснили реконструкцію традиційної вертепної драми (у записах О.Маркевича) та її сценічне втілення – січень 2009 року.
Гурт «Роксоланія» спільно з народним колективом «Червона калина» (с.Лука, Київщина) дали концерт, приурочений до 170-річчя П.Чубинського, – лютий 2009 року.